# Dobri Do (miasto Smederevo)
Dobri Do (cyr. Добри До) – wieś w Serbii, w okręgu podunajskim, w mieście Smederevo. W 2011 roku liczyła 971 mieszkańców.